# Mirko Pincelli
Mirko Pincelli es un director de cine, documentalista y fotógrafo italiano, reconocido por su largometraje de 2016 The Habit of Beauty y por sus diversos documentales en zonas de posconflicto.

## Biografía
Pincelli estudió fotografía en la Universidad del Este de Londres. Antes de iniciar su carrera en el cine, se desempeñó en el área de la publicidad y trabajó como fotógrafo de moda y en áreas de posconflicto. Tras dirigir una serie de documentales en formato cinematográfico y para televisión, debutó en los largometrajes de ficción en 2016 con The Habit of Beauty, donde tuvo la oportunidad de dirigir a la actriz italiana Francesca Neri y de participar en festivales internacionales de cine. En 2021 publicó el documental Still Standing sobre la comunidad sindi y actualmente se encuentra en proceso de rodaje del documental Il violoncello rubato, con la colaboración de la editora Esmeralda Calabria.

## Filmografía

### Como director
- 2022 - Il violoncello rubato (documental)
- 2021 - Still Standing (documental)
- 2016 - The Habit of Beauty
- 2013 - Ordinary Heroes (documental para televisión)
- 2012 - My Words and I (documental)
- 2011 - Uspomene 677 (documental)